# Локалитет Чезава
Римски каструм, налази се на обали Дунава кроз коју протиче речица Чезава, на 18 km од Голупца и на 6 km узводно од потопљеног села Добре. Археолошки локалитет је вишеслојан и хронолошки припада периоду од I до VI века н. е. Пронађени су и новчићи Клаудија и датирају из I века н. е., а неки материјали датирају из периода II века н. е. у време Трајана. У VI веку н. е. долази до обнове царства за време цара Јустинијана, ђердапски лимес се обнавља и каструм на Чезави. При крају VI века н. е. живот у каструму замире.
Чезава као средњовековна некропола била је формирана око и унутар рановизантијске базилике. Откривено је 32 скелета укопаних у рановизантијски културни слој. На основу покретних налаза временско трајање некрополе се може датовати у период од 11-13. века.